# Ajdovi žganci
Ajdovi žganci so tipična kmečka jed, ki je značilna za Slovenijo. 
Ajdovi žganci so kuhana ajdova moka, ki jo kuhano zmešamo z delom vode (žganice), v kateri se je kuhala. Ajdove žgance se lahko postreže zabeljene z ocvirki, kot priloga k obari, pogosto pa se postrežejo z mlekom. 
Kljub temu, da so ajdovi žganci znani skoraj po vsej Sloveniji, pa je manj znano, da obstajajo pri tej jedi regionalne razlike. V vzhodni Sloveniji so ajdovi žganci bolj podobni cmokom ali žličnikom, ker vsebujejo več vode, medtem ko je na Gorenjskem ta jed zelo suha in zato podobna mrvicam ali debelejšim drobtinam. Na obalnem delu izvorno te jedi ne poznajo, tam domuje podobna jed polenta, ki je sorodna koruznim žgancem. Na Koroškem ajdovo moko suho pražijo in nato še vroči moki med stalnim mešanjem dodajajo slano vrelo vodo. Vse skupaj potem zabelijo z ocvirki.
V restavracijah ajdove žgance strežejo kot prilogo.